# Francesco Bandini Piccolomini
Francesco Bandini Piccolomini (Siena, 1505 – Tivoli, 28 maggio 1588) è stato un arcivescovo cattolico italiano.

## Biografia
Era figlio di Sallustio e di Montanina Piccolomini Todeschini.
La madre proveniva da un'importante famiglia senese. Contava tra i suoi parenti stretti, oltre i papi piccolominei Pio II e Pio III, anche il papa Paolo III Farnese. Fin dagli anni dell'infanzia fu condizionato dal prestigio della famiglia materna e dall'influenza dello zio cardinale, Giovanni Piccolomini, fratello della madre e arcivescovo di Siena. Tali indissolubili legami, lo portarono ad entrare, insieme ai fratelli, nella consorteria Piccolomini..
Oltre ai vantaggi politici ed economici rivenienti da tali trascorsi, egli, inoltre, proveniva da un'antica e potente casata senese.
Ebbe una buona educazione letteraria, ma non completò un vero e proprio curriculum accademico. Nel 1525 concorse nella fondazione dell'Accademia degli Intronati a Siena, assumendo il nome umanistico di Scaltrito. Fin dall'età di tredici anni fu preso sotto la protezione dello zio cardinale Giovanni, che gli diede la facoltà di aggiungere il cognome Piccolomini, che Francesco accettò per sé e la sua famiglia. Essendo molto forte l'attaccamento alle sue tradizioni familiari, non volle rinunciare allo stemma di famiglia. Il cardinale gli diede allora la possibilità di inquartarlo con quello piccolomineo.

Fu molto combattuto tra la scelta di una vita laica, per la quale si sentiva più portato, e una vita clericale, alla quale lo zio voleva introdurlo. Nel 1529, dopo le nefaste turbolenze del Sacco di Roma, il cardinale decise di ridurre la sua presenza, e, mediante resignazione, passò la propria arcidiocesi di Siena al nipote, ordinandolo frettolosamente sacerdote. Francesco, ancora una volta non sicuro delle sue scelte, accettò la consacrazione episcopale, solo dieci anni dopo, nel 1538, dopo aver ricevuto il pieno possesso della diocesi, alla morte dello zio cardinale. Non rinunciò, in questo periodo alla attività politica tesa a preservare la libertà della Repubblica, sempre più precaria negli equilibri internazionali dell'epoca.
Pur essendo stato ambasciatore presso Carlo V, progressivamente entrò in contrasto con gli interessi imperiali. Tale ritrosia fu manifestamente confermata quando l'imperatore, nel 1546 non volle riceverlo nella sua missione a favore di Siena. Tali rapporti irrimediabilmente incrinati, gli costarono, nel concistoro del 1551, la porpora cardinalizia.

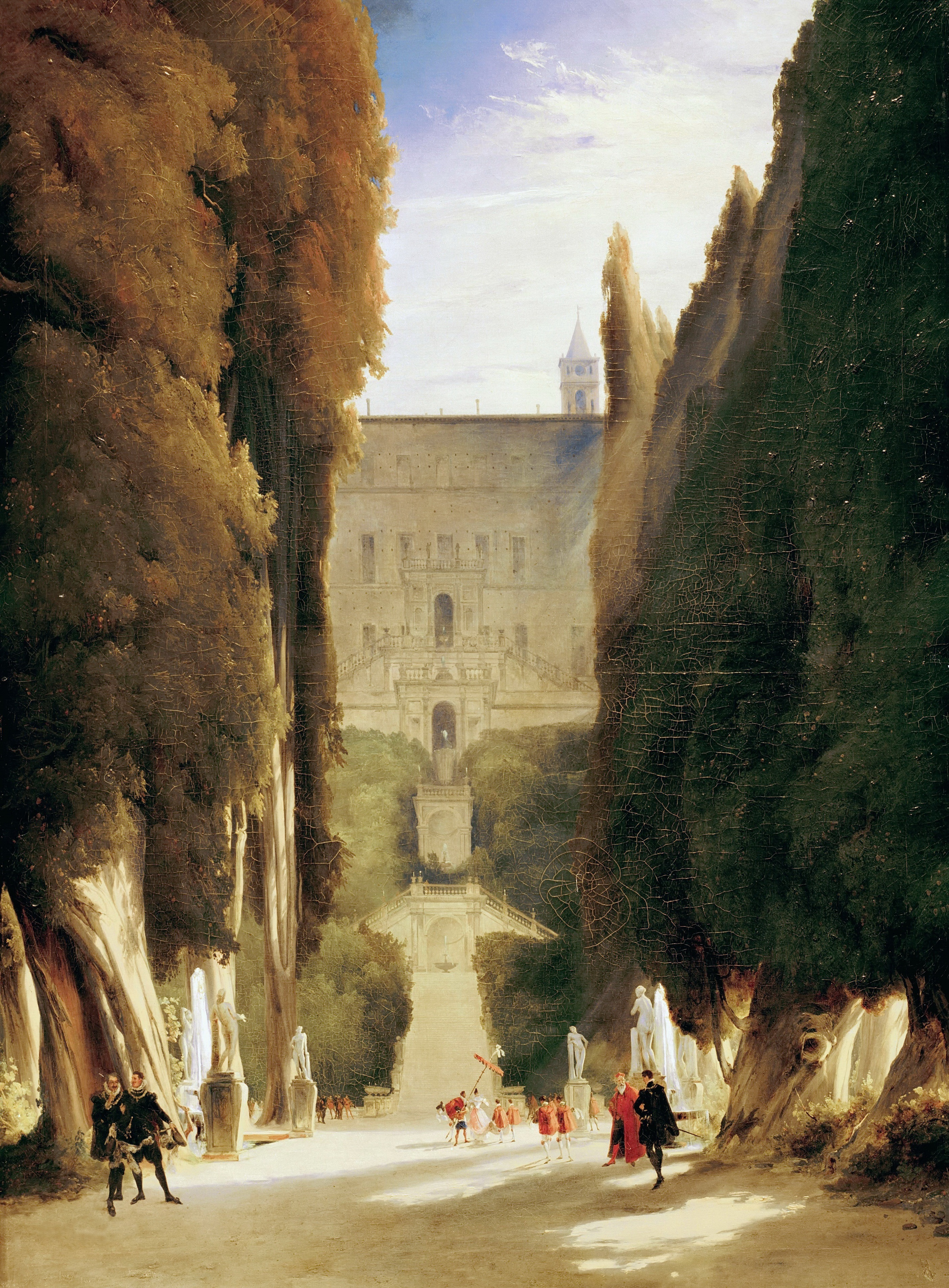
Il Parco di Villa d'Este, (Carl Blechen), a lungo dimora dell'Arcivescovo Bandini Piccolomini

Messo da parte ogni indugio, partecipò attivamente alle guerre contro gli spagnoli, promosse dai maggiorenti della Repubblica, partecipando manu militari al sostegno della causa senese.
La convinta partecipazione alla vita politica della Repubblica lo portò ad occuparsi solo marginalmente della sua arcidiocesi e della vita clericale. Ciò nonostante, sollecitato dal cardinale Cervini, senese e futuro papa Marcello II, partecipò al Concilio di Trento, ma più di una volta se ne assentò per curare gli interessi in patria, perdendo una chiara occasione di rilancio nella vita ecclesiastica, offertagli dal futuro pontefice. A guerra ormai finita, difese la Repubblica di Siena ritirata in Montalcino insieme ai suoi compagni di lotta ed alleati più vicini. Con la morte del fratello Mario, si allontanò definitivamente dalla patria perduta, tornandovi solo per brevi periodi.
Successivamente si trasferì a Roma dove visse per quasi trent'anni. Per un lungo periodo, fu ospite dei Cardinali d'Este, Ippolito e Luigi, stabilendo la sua residenza nella villa di Montecavallo di Roma (l'attuale Quirinale). In un secondo tempo, ancora ospite dei cardinali, stabilì la sua dimora nella Villa d'Este di Tivoli.
Ormai ben introdotto nell'ambiente della società romana, si fece costruire, sempre a Tivoli, un palazzo, con un ampio giardino all'italiana ed un monumentale portale, attribuito a Sebastiano Serlio.
Ottenne il governatorato di Roma, assumendo diversi incarichi nella Curia romana e nello stato della chiesa.
Nel 1575, ormai rassegnato e provato dagli eventi, volle riconciliarsi con i Medici, incoronando Giovanna d'Austria, Granduchessa di Toscana. Negli anni che seguirono, con nomina da parte del pontefice Paolo IV e coadiuvato dai nipoti Ascanio e Alessandro Piccolomini, tenne una serie ininterrotta di sinodi diocesani, per l'applicazione dei decreti conciliari, fino alla sua scomparsa, avvenuta nel 1588. Dal punto di vista bibliografico, non lasciò però una visibile traccia del suo operato.

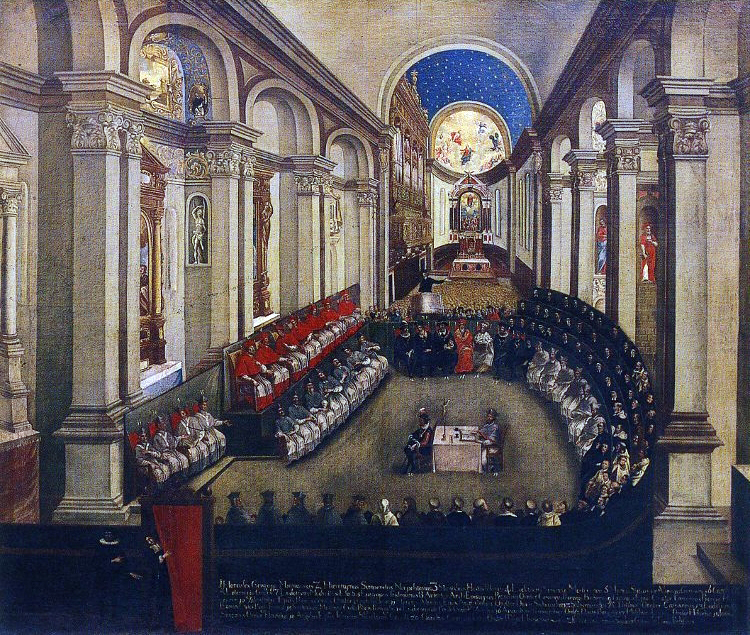
Il Concilio di Trento 1545 - 1564, cui partecipò l'Arcivescovo Bandini Piccolomini

Dal punto di vista culturale, però, non mancò di lasciare il suo erudito ricordo. Fondò, nel 1571, sul modello della sua vecchia accademia senese, l'Accademia degli Agevoli, che ben presto divenne palestra di idee, di studi e di sapere. Tuttora sopravvive, sebbene ne sia mutato il nome.
Ottenne la sepoltura nella Basilica di San Pietro in Vaticano, vicino ai cenotafî dei due papi Piccolomini.